# Кайсаров, Андрей Васильевич
Андре́й Васи́льевич Кайса́ров (1787, Александровка, Казанская губерния — 16 [28] июля 1854, Казань) — российский физик, преподаватель Казанского университета.

## Биография
Родился в 1787 году (по другим данным в 1784 году) в деревне Крестниково Цивильского уезда Казанской губернии в семье титулярного советника чувашского происхождения Василия Семёновича Кайсарова (1751—1820). С 4 апреля 1799 года учился в Казанской гимназии, из которой 16 февраля 1805 года переведён в студенты вновь открытого Казанского университета. Занимаясь под руководством профессора Бартельса, 4 февраля 1809 года удостоен звания кандидата, а 23 марта 1811 года степени магистра физико-математических наук, после чего допущен к преподаванию в университете физики, но уже 11 февраля 1814 года чтения его были временно упразднены, за отсутствием слушателей. С 13 сентября 1817 года преподавал за отсутствием профессора, читая лекции по физике, а 15 января 1818 года ему был поручен класс физики в гимназии (вёл его до 1835 года). С 14 ноября 1819 года по 14 декабря 1820 года нёс обязанности приспешника (лаборанта) при профессоре физики.
Избранный 1 сентября 1820 года и 1 октября утверждённый в звании адъюнкта физики, с 19 ноября того же года преподавал в университете физику с жалованием экстраординарного профессора. 17 марта 1824 года предложенный профессором Фуксом к повышению в звание ординарного профессора, оказался в совете забаллотированным; неудачей окончилось и представление его в конце 1829 года в экстраординарные профессора. В 1826, 1828, 1831, 1833 и 1835 гг. избирался секретарём физико-математического факультета. С 28 октября 1827 года нёс обязанности ктитора университетской церкви. 29 ноября 1830 года ему был поручена должность инспектора студентов, в которой он оставался до 1 мая 1831 года. С 3 декабря 1830 года — синдик университета. 19 сентября 1832 года избран экстраординарным профессором, но министр согласно представления попечителя отложил утверждение его в этом звании до введения нового университетского устава. 
Уволен от службы с полной пенсией 1 августа 1837 года при введении нового устава с оставлением в звании управляющего университетской типографией, возложенной на него в 1835 году. Скончался 16 июля 1854 года в Казани.

## Награды
- орден Св. Владимира 4-й степени
- орден Св. Анны 3-й степени
- орден Св. Станислава 4-й степени
- золотые часы от имени Императора (1824)[2].